# 佐保山
佐保山（さほやま）は、奈良市佐保山町にあった山。また、阿保山・奈保山（法蓮町・奈保町一帯）を含む佐保川北方に広がる丘陵地帯の総称。西部の佐紀山と合わせて平城山丘陵を形成する。
周囲には聖武天皇ら皇族の陵墓が点在する。古くから桜の名所としられる地域であり、特に南部を流れる佐保川沿いの桜並木が有名である。この事から、佐保山には春を司る神霊が宿っていると考えられ、佐保姫と呼ばれる女神が信仰されている。戦国時代、松永久秀によって佐保山に多聞城が築かれていた。
現在では開発が進み、運動公園や学校、住宅地などになっている。

## 周辺施設
- 奈良市鴻ノ池運動公園
  - 奈良市鴻ノ池陸上競技場
  - 奈良市鴻ノ池球場
  - 奈良市中央体育館
- 奈良少年刑務所

この他、南西部には平城京跡・法華寺・海龍王寺、北部の丘陵には佐紀盾列古墳群がある。